# Première Neige (manhwa)
Pour les articles homonymes, voir Première Neige.
Première Neige est un manwha franco-coréen scénarisé par Éric Corbeyran et illustré par Byun Byung-jun. Il a été publié en 2009 aux éditions Kana. Il s’agit d’une adaptation de la nouvelle Première Neige écrite par Guy de Maupassant le 11 décembre 1883. 

## Synopsis
L’héroïne, ancienne étudiante, se marie avec Henry, homme de bonne situation, qui plait à ses parents. Ils s'installent ensuite dans une vaste maison en pierre isolée à la campagne. L'histoire nous entraîne à travers les saisons. L'hiver prend une place prépondérante, amenant avec lui le froid, l'air vif, le silence et la solitude. L'héroïne s'efforcera de se battre contre ce froid tout au long du récit. Jusqu'au bout. 

## Personnages
- Henry: Mari de l’héroïne. Homme de bonne condition sociale.
- Manouche: Le chien de chasse d'Henry. Il a le droit à l'affectation de son maître.
- L’héroïne, sans prénom.

## Réception
Quelques sites ont publié des critiques de cette œuvre depuis sa sortie : Les critiques sont positives. Le travail d'adaptation est reconnu fidèle, et les dessins illustrent la psychologie des personnages,,.